# 12e étape du Tour de France 2018
Pour un article plus général, voir Tour de France 2018.
La 12e étape du Tour de France 2018 se déroule le jeudi 19 juillet 2018 de Bourg-Saint-Maurice à l'Alpe d'Huez, sur une distance de 175,5 kilomètres.

## Parcours

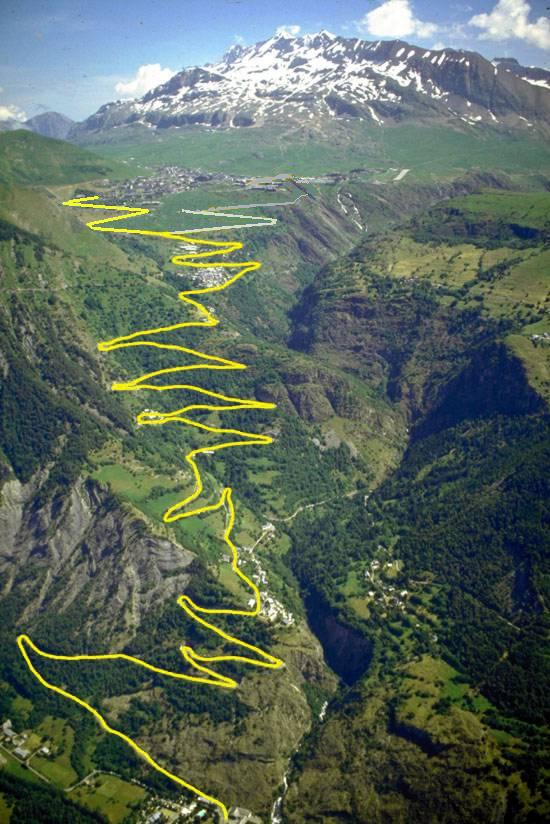
La montée de l'Alpe d'Huez, ascension finale de l'étape.

Cette 12e étape du Tour s'étend entre Bourg-Saint-Maurice et l'Alpe d'Huez sur une distance de 175,5 kilomètres. Les différentes ascensions totalisent un dénivelé positif de 5 000 m.
À partir de Bourg-Saint-Maurice (768 m d'altitude), l'étape commence par environ 25 km de descente, avant d'entamer l'ascension du col de la Madeleine, classée hors catégorie. L'ascension s'étend sur 25,3 km avec une pente moyenne de 6 %. Le sommet, culminant à 2 000 m, arrive après 53,5 km de course.
Après une longue descente, les coureurs doivent gravir les lacets de Montvernier, classés en deuxième catégorie, culminant à 782 m après 3,4 km d'ascension à 8,2 %. Une courte descente les mène ensuite à Saint-Jean-de-Maurienne où est disputé le sprint intermédiaire.
Les coureurs entament la très longue ascension du col de la Croix-de-Fer, classée hors catégorie, s'étendant sur 29 km à 5,2 % de moyenne.
Une nouvelle longue descente les mène alors au Bourg-d'Oisans, au pied de l'ascension finale de l'Alpe d'Huez, classée elle aussi hors catégorie, caractérisée par ses 21 lacets à parcourir sur une distance de 13,8 km avec une pente moyenne de 8,1 %.

## Déroulement de la course
161 coureurs prennent le départ de cette 12e étape du Tour de France 2018, le deuxième du Tour 2017, Rigoberto Urán ayant annoncé dans la matinée son retrait de la compétition. Les trente premiers kilomètres de légère descente dans la vallée de la Tarentaise sont parcourus à de 60 km/h de moyenne.

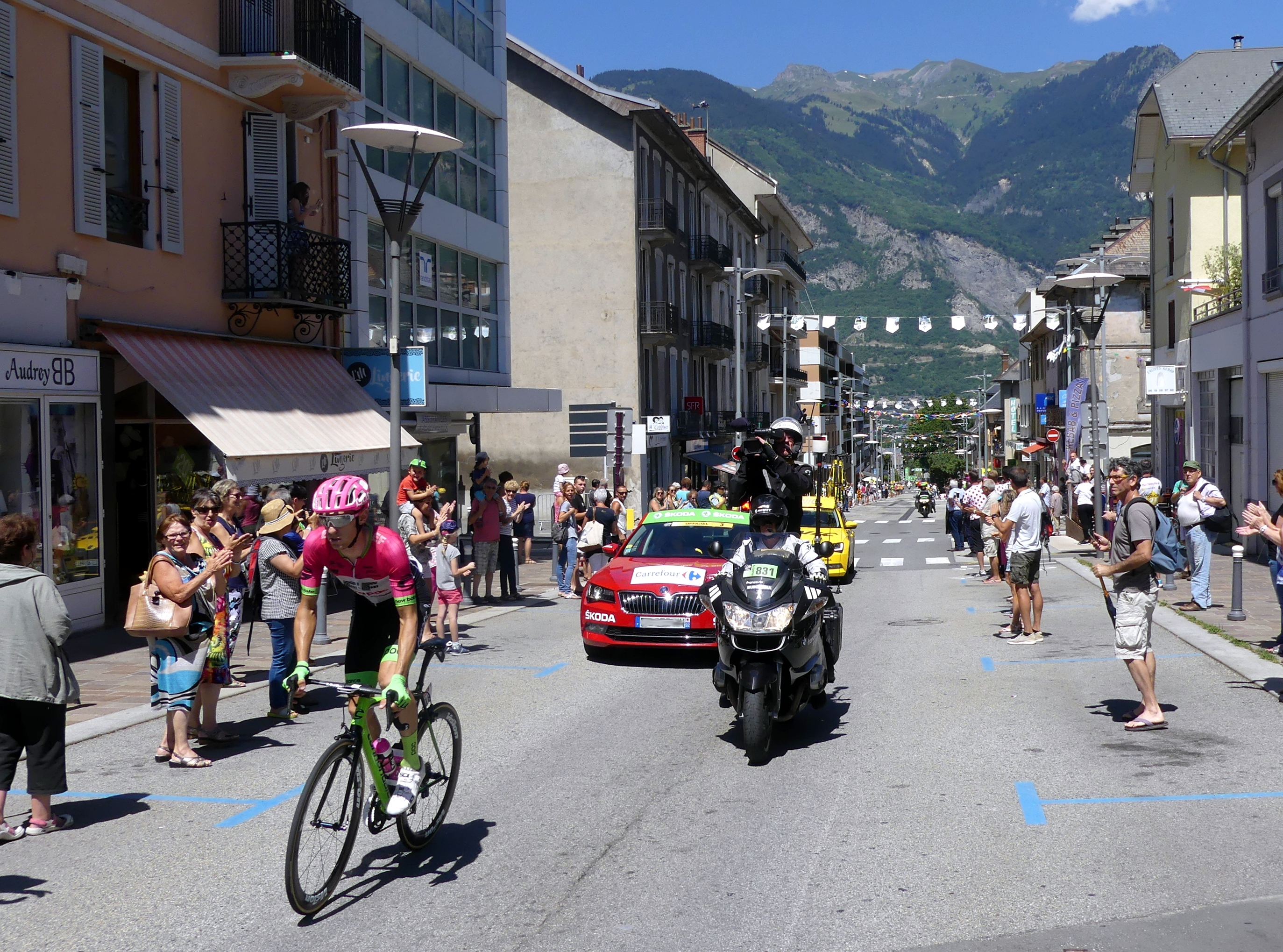
Pierre Rolland en tête de la course à Saint-Jean-de-Maurienne.

Les premiers kilomètres du col de la Madeleine voient se former une échappée, comprenant notamment Alejandro Valverde, Ilnur Zakarin, Mikel Nieve, le maillot blanc Pierre Latour ou encore le maillot blanc à pois rouges Julian Alaphilippe, mais surtout Steven Kruijswijk, sixième du classement général à deux minutes et 40 secondes de Geraint Thomas. Au col de la Madeleine, le peloton a deux minutes et 40 secondes de retard sur l'échappée. Alaphilippe passe en tête devant Warren Barguil et conforte son maillot à pois de meilleur grimpeur. Gregor Mühlberger et Alaphilippe prennent la tête dans la descente, puis attendent les autres échappés dans la portion de plaine précédant la seconde ascension, celle des lacets de Montvernier. L'échappée réunifiée compte 26 coureurs. Pierre Rolland passe en tête au sommet à Montvernier à la faveur d'un ralentissement du groupe dans la zone de ravitaillement. Le peloton compte alors quatre minutes de retard, à 92,5 km de l'arrivée.
Du sommet aux premiers kilomètres du col de la Croix-de-Fer, Rolland est rejoint successivement par Valverde et Kruijswijk, puis Barguil, et enfin un autre groupe de sept coureurs. Dans le col, à 73 km de l'arrivée, Kruijswijk part seul en tête. À 59 km de l'arrivée, il possède six minutes et 13 secondes d'avance sur le peloton, se retrouvant ainsi leader virtuel du classement général avec une avance de trois minutes et demie sur les écarts restaient les mêmes d'ici l'arrivée. Représentant une menace pour les autres favoris du classement général, le peloton accélère sous l'impulsion des équipes AG2R La Mondiale et Movistar. Mais au sommet de la Croix-de-Fer, Kruijswijk n'a perdu que trois secondes.
Ce dernier parvient à maintenir un tel avantage dans la descente, mais dans la portion de 11 km de vallée jusqu'au pied de l'Alpe d'Huez, le travail de Jonathan Castroviejo et Michał Kwiatkowski de l'équipe Sky en tête de peloton réduisent son avance et quatre minutes et 20 secondes. À dix kilomètres de l'arrivée, son avance n'est plus que de trois minutes et 25 secondes sur un groupe maillot jaune ne comptant plus que dix coureurs. Vincenzo Nibali, Nairo Quintana et Mikel Landa attaquent tour à tour, puis Romain Bardet parvient, à sept kilomètres de l'arrivée, à prendre une dizaine de secondes d'avance au groupe maillot jaune toujours mené par les Sky, en l'occurrence Egan Bernal. À moins de quatre kilomètres du sommet, Christopher Froome attaque, et double Bardet puis Kruijswijk. Geraint Thomas, Tom Dumoulin, Bardet et Landa parviennent cependant à le rejoindre. La victoire est disputée au sprint, et Thomas l'emporte.
Geraint Thomas devient le premier Britannique à s'imposer à l'Alpe d'Huez, ainsi que le premier coureur à l'emporter ici en portant le maillot jaune. Vainqueur également la veille, le coureur gallois conforte ainsi son maillot jaune.

## Incidents
Dans la montée finale de l'Alpe d'Huez, plusieurs incidents sont survenus. Tout d'abord, Christopher Froome a été bousculé par un spectateur manifestant son désaccord quant à sa participation. Vincenzo Nibali a été victime d'une lourde chute également due à un spectateur à quatre kilomètres de l'arrivée. S'il parvient à revenir à seulement 13 secondes du groupe de tête à l'arrivée, il ne peut prendre le départ de l'étape suivante, victime d'une fracture d'une vertèbre. Enfin, sur le podium, Geraint Thomas, coéquipier de Froome, a dû faire face aux réactions hostiles du public lors de la remise de son trophée de vainqueur d'étape et de son maillot jaune.

## Résultats

### Classement de l'étape
| Classement de la 12e étape | Classement de la 12e étape | Classement de la 12e étape | Classement de la 12e étape | Classement de la 12e étape |
|                            | Coureur                    | Pays                       | Équipe                     | Temps                      |
| -------------------------- | -------------------------- | -------------------------- | -------------------------- | -------------------------- |
| 1er                        | Geraint Thomas             | Royaume-Uni                | Sky                        | en 5 h 18 min 37 s         |
| 2e                         | Tom Dumoulin               | Pays-Bas                   | Sunweb                     | + 2 s                      |
| 3e                         | Romain Bardet              | France                     | AG2R La Mondiale           | + 3 s                      |
| 4e                         | Christopher Froome         | Royaume-Uni                | Sky                        | + 3 s                      |
| 5e                         | Mikel Landa                | Espagne                    | Movistar                   | + 7 s                      |
| 6e                         | Primož Roglič              | Slovénie                   | Lotto NL-Jumbo             | + 13 s                     |
| 7e                         | Vincenzo Nibali            | Italie                     | Bahrain-Merida             | + 13 s                     |
| 8e                         | Jakob Fuglsang             | Danemark                   | Astana                     | + 42 s                     |
| 9e                         | Nairo Quintana             | Colombie                   | Movistar                   | + 47 s                     |
| 10e                        | Steven Kruijswijk          | Pays-Bas                   | Lotto NL-Jumbo             | + 53 s                     |
| modifier                   |                            |                            |                            |                            |

### Points attribués
| Sprint intermédiaire Saint-Jean-de-Maurienne (km 91) | Sprint intermédiaire Saint-Jean-de-Maurienne (km 91) | Sprint intermédiaire Saint-Jean-de-Maurienne (km 91) | Sprint intermédiaire Saint-Jean-de-Maurienne (km 91) | Sprint intermédiaire Saint-Jean-de-Maurienne (km 91) |
| ---------------------------------------------------- | ---------------------------------------------------- | ---------------------------------------------------- | ---------------------------------------------------- | ---------------------------------------------------- |
|                                                      | Coureur                                              | Pays                                                 | Équipe                                               | Point(s)                                             |
| 1er                                                  | Pierre Rolland                                       | France                                               | EF Education First-Drapac                            | 20                                                   |
| 2e                                                   | Steven Kruijswijk                                    | Pays-Bas                                             | Lotto NL-Jumbo                                       | 17                                                   |
| 3e                                                   | Alejandro Valverde                                   | Espagne                                              | Movistar                                             | 15                                                   |
| 4e                                                   | Pierre Latour                                        | France                                               | AG2R La Mondiale                                     | 13                                                   |
| 5e                                                   | Romain Sicard                                        | France                                               | Direct Énergie                                       | 11                                                   |
| 6e                                                   | Daniel Navarro                                       | Espagne                                              | Cofidis                                              | 10                                                   |
| 7e                                                   | Gregor Mühlberger                                    | Autriche                                             | Bora-Hansgrohe                                       | 9                                                    |
| 8e                                                   | Serge Pauwels                                        | Belgique                                             | Dimension Data                                       | 8                                                    |
| 9e                                                   | Maxime Bouet                                         | France                                               | Fortuneo-Samsic                                      | 7                                                    |
| 10e                                                  | Robert Gesink                                        | Pays-Bas                                             | Lotto NL-Jumbo                                       | 6                                                    |
| 11e                                                  | Laurens Ten Dam                                      | Pays-Bas                                             | Sunweb                                               | 5                                                    |
| 12e                                                  | Andrey Amador                                        | Costa Rica                                           | Movistar                                             | 4                                                    |
| 13e                                                  | Jesper Hansen                                        | Danemark                                             | Astana                                               | 3                                                    |
| 14e                                                  | Nicolas Edet                                         | France                                               | Cofidis                                              | 2                                                    |
| 15e                                                  | Gorka Izagirre                                       | Espagne                                              | Bahrain-Merida                                       | 1                                                    |
| modifier                                             |                                                      |                                                      |                                                      |                                                      |

| Arrivée d'étape Alpe d'Huez (km 175,5) | Arrivée d'étape Alpe d'Huez (km 175,5) | Arrivée d'étape Alpe d'Huez (km 175,5) | Arrivée d'étape Alpe d'Huez (km 175,5) | Arrivée d'étape Alpe d'Huez (km 175,5) |
| -------------------------------------- | -------------------------------------- | -------------------------------------- | -------------------------------------- | -------------------------------------- |
|                                        | Coureur                                | Pays                                   | Équipe                                 | Point(s)                               |
| 1er                                    | Geraint Thomas                         | Royaume-Uni                            | Sky                                    | 20                                     |
| 2e                                     | Tom Dumoulin                           | Pays-Bas                               | Sunweb                                 | 17                                     |
| 3e                                     | Romain Bardet                          | France                                 | AG2R La Mondiale                       | 15                                     |
| 4e                                     | Christopher Froome                     | Royaume-Uni                            | Sky                                    | 13                                     |
| 5e                                     | Mikel Landa                            | Espagne                                | Movistar                               | 11                                     |
| 6e                                     | Primož Roglič                          | Slovénie                               | Lotto NL-Jumbo                         | 10                                     |
| 7e                                     | Vincenzo Nibali                        | Italie                                 | Bahrain-Merida                         | 9                                      |
| 8e                                     | Jakob Fuglsang                         | Danemark                               | Astana                                 | 8                                      |
| 9e                                     | Nairo Quintana                         | Colombie                               | Movistar                               | 7                                      |
| 10e                                    | Steven Kruijswijk                      | Pays-Bas                               | Lotto NL-Jumbo                         | 6                                      |
| 11e                                    | Egan Bernal                            | Colombie                               | Sky                                    | 5                                      |
| 12e                                    | Daniel Martin                          | Irlande                                | UAE Emirates                           | 4                                      |
| 13e                                    | Bob Jungels                            | Luxembourg                             | Quick-Step Floors                      | 3                                      |
| 14e                                    | Alejandro Valverde                     | Espagne                                | Movistar                               | 2                                      |
| 15e                                    | Ilnur Zakarin                          | Russie                                 | Katusha-Alpecin                        | 1                                      |
| modifier                               |                                        |                                        |                                        |                                        |

|   | Coureur        | Pays        | Équipe           | Bonifications |
| - | -------------- | ----------- | ---------------- | ------------- |
| 1 | Geraint Thomas | Royaume-Uni | Sky              | 10 s          |
| 2 | Tom Dumoulin   | Pays-Bas    | Sunweb           | 6 s           |
| 3 | Romain Bardet  | France      | AG2R La Mondiale | 4 s           |

### Cols et côtes
| Col de la Madeleine (km 53,5) Hors catégorie (25,3 km à 6,2%) | Col de la Madeleine (km 53,5) Hors catégorie (25,3 km à 6,2%) | Col de la Madeleine (km 53,5) Hors catégorie (25,3 km à 6,2%) | Col de la Madeleine (km 53,5) Hors catégorie (25,3 km à 6,2%) | Col de la Madeleine (km 53,5) Hors catégorie (25,3 km à 6,2%) |
| ------------------------------------------------------------- | ------------------------------------------------------------- | ------------------------------------------------------------- | ------------------------------------------------------------- | ------------------------------------------------------------- |
|                                                               | Coureur                                                       | Pays                                                          | Équipe                                                        | Point(s)                                                      |
| 1er                                                           | Julian Alaphilippe                                            | France                                                        | Quick-Step Floors                                             | 20                                                            |
| 2e                                                            | Warren Barguil                                                | France                                                        | Fortuneo-Samsic                                               | 15                                                            |
| 3e                                                            | Serge Pauwels                                                 | Belgique                                                      | Dimension Data                                                | 12                                                            |
| 4e                                                            | Pierre Rolland                                                | France                                                        | EF Education First-Drapac                                     | 10                                                            |
| 5e                                                            | Rafał Majka                                                   | Pologne                                                       | Bora-Hansgrohe                                                | 8                                                             |
| 6e                                                            | Anthony Perez                                                 | France                                                        | Cofidis                                                       | 6                                                             |
| 7e                                                            | David Gaudu                                                   | France                                                        | Groupama-FDJ                                                  | 4                                                             |
| 8e                                                            | Gregor Mühlberger                                             | Autriche                                                      | Bora-Hansgrohe                                                | 2                                                             |
| modifier                                                      |                                                               |                                                               |                                                               |                                                               |

| Lacets de Montvernier (km 83) 2e catégorie (3,4 km à 8,2%) | Lacets de Montvernier (km 83) 2e catégorie (3,4 km à 8,2%) | Lacets de Montvernier (km 83) 2e catégorie (3,4 km à 8,2%) | Lacets de Montvernier (km 83) 2e catégorie (3,4 km à 8,2%) | Lacets de Montvernier (km 83) 2e catégorie (3,4 km à 8,2%) |
| ---------------------------------------------------------- | ---------------------------------------------------------- | ---------------------------------------------------------- | ---------------------------------------------------------- | ---------------------------------------------------------- |
|                                                            | Coureur                                                    | Pays                                                       | Équipe                                                     | Point(s)                                                   |
| 1er                                                        | Pierre Rolland                                             | France                                                     | EF Education First-Drapac                                  | 5                                                          |
| 2e                                                         | Julian Alaphilippe                                         | France                                                     | Quick-Step Floors                                          | 3                                                          |
| 3e                                                         | Serge Pauwels                                              | Belgique                                                   | Dimension Data                                             | 2                                                          |
| 4e                                                         | Robert Gesink                                              | Pays-Bas                                                   | Lotto NL-Jumbo                                             | 1                                                          |
| modifier                                                   |                                                            |                                                            |                                                            |                                                            |

| Col de la Croix de Fer (km 121) Hors catégorie (29 km à 5,2%) | Col de la Croix de Fer (km 121) Hors catégorie (29 km à 5,2%) | Col de la Croix de Fer (km 121) Hors catégorie (29 km à 5,2%) | Col de la Croix de Fer (km 121) Hors catégorie (29 km à 5,2%) | Col de la Croix de Fer (km 121) Hors catégorie (29 km à 5,2%) |
| ------------------------------------------------------------- | ------------------------------------------------------------- | ------------------------------------------------------------- | ------------------------------------------------------------- | ------------------------------------------------------------- |
|                                                               | Coureur                                                       | Pays                                                          | Équipe                                                        | Point(s)                                                      |
| 1er                                                           | Steven Kruijswijk                                             | Pays-Bas                                                      | Lotto NL-Jumbo                                                | 20                                                            |
| 2e                                                            | Warren Barguil                                                | France                                                        | Fortuneo-Samsic                                               | 15                                                            |
| 3e                                                            | Mikel Nieve                                                   | Espagne                                                       | Mitchelton-Scott                                              | 12                                                            |
| 4e                                                            | Rafał Majka                                                   | Pologne                                                       | Bora-Hansgrohe                                                | 10                                                            |
| 5e                                                            | Pierre Rolland                                                | France                                                        | EF Education First-Drapac                                     | 8                                                             |
| 6e                                                            | Alejandro Valverde                                            | Espagne                                                       | Movistar                                                      | 6                                                             |
| 7e                                                            | Robert Gesink                                                 | Pays-Bas                                                      | Lotto NL-Jumbo                                                | 4                                                             |
| 8e                                                            | Ilnur Zakarin                                                 | Russie                                                        | Katusha-Alpecin                                               | 2                                                             |
| modifier                                                      |                                                               |                                                               |                                                               |                                                               |

| Alpe d'Huez - Arrivée (km 175,5) Hors catégorie (13.8 km à 8.1%) | Alpe d'Huez - Arrivée (km 175,5) Hors catégorie (13.8 km à 8.1%) | Alpe d'Huez - Arrivée (km 175,5) Hors catégorie (13.8 km à 8.1%) | Alpe d'Huez - Arrivée (km 175,5) Hors catégorie (13.8 km à 8.1%) | Alpe d'Huez - Arrivée (km 175,5) Hors catégorie (13.8 km à 8.1%) |
| ---------------------------------------------------------------- | ---------------------------------------------------------------- | ---------------------------------------------------------------- | ---------------------------------------------------------------- | ---------------------------------------------------------------- |
|                                                                  | Coureur                                                          | Pays                                                             | Équipe                                                           | Point(s)                                                         |
| 1er                                                              | Geraint Thomas                                                   | Royaume-Uni                                                      | Sky                                                              | 20                                                               |
| 2e                                                               | Tom Dumoulin                                                     | Pays-Bas                                                         | Sunweb                                                           | 15                                                               |
| 3e                                                               | Romain Bardet                                                    | France                                                           | AG2R La Mondiale                                                 | 12                                                               |
| 4e                                                               | Christopher Froome                                               | Royaume-Uni                                                      | Sky                                                              | 10                                                               |
| 5e                                                               | Mikel Landa                                                      | Espagne                                                          | Movistar                                                         | 8                                                                |
| 6e                                                               | Primož Roglič                                                    | Slovénie                                                         | Lotto NL-Jumbo                                                   | 6                                                                |
| 7e                                                               | Vincenzo Nibali                                                  | Italie                                                           | Bahrain-Merida                                                   | 4                                                                |
| 8e                                                               | Jakob Fuglsang                                                   | Danemark                                                         | Astana                                                           | 2                                                                |
| modifier                                                         |                                                                  |                                                                  |                                                                  |                                                                  |

### Prix de la combativité
- Steven Kruijswijk (Lotto NL-Jumbo)

## Classements à l'issue de l'étape

### Classement général
| Classement général | Classement général | Classement général | Classement général | Classement général  |
|                    | Coureur            | Pays               | Équipe             | Temps               |
| ------------------ | ------------------ | ------------------ | ------------------ | ------------------- |
| 1er                | Geraint Thomas     | Royaume-Uni        | Sky                | en 49 h 24 min 43 s |
| 2e                 | Christopher Froome | Royaume-Uni        | Sky                | + 1 min 39 s        |
| 3e                 | Tom Dumoulin       | Pays-Bas           | Sunweb             | + 1 min 50 s        |
| 4e                 | Vincenzo Nibali    | Italie             | Bahrain-Merida     | + 2 min 37 s        |
| 5e                 | Primož Roglič      | Slovénie           | Lotto NL-Jumbo     | + 2 min 46 s        |
| 6e                 | Romain Bardet      | France             | AG2R La Mondiale   | + 3 min 7 s         |
| 7e                 | Mikel Landa        | Espagne            | Movistar           | + 3 min 13 s        |
| 8e                 | Steven Kruijswijk  | Pays-Bas           | Lotto NL-Jumbo     | + 3 min 43 s        |
| 9e                 | Nairo Quintana     | Colombie           | Movistar           | + 4 min 13 s        |
| 10e                | Daniel Martin      | Irlande            | UAE Emirates       | + 5 min 11 s        |
| modifier           |                    |                    |                    |                     |

### Classement par points
| Classement par points | Classement par points | Classement par points | Classement par points | Classement par points |
| --------------------- | --------------------- | --------------------- | --------------------- | --------------------- |
|                       | Coureur               | Pays                  | Équipe                | Point(s)              |
| 1er                   | Peter Sagan           | Slovaquie             | Bora-Hansgrohe        | 339 points            |
| 2e                    | Alexander Kristoff    | Norvège               | UAE Emirates          | 129 pts               |
| 3e                    | Arnaud Démare         | France                | Groupama-FDJ          | 106 pts               |
| 4e                    | John Degenkolb        | Allemagne             | Trek-Segafredo        | 100 pts               |
| 5e                    | Andrea Pasqualon      | Italie                | Wanty-Groupe Gobert   | 82 pts                |
| 6e                    | Philippe Gilbert      | Belgique              | Quick-Step Floors     | 78 pts                |
| 7e                    | Greg Van Avermaet     | Belgique              | BMC Racing            | 69 pts                |
| 8e                    | Daniel Martin         | Irlande               | UAE Emirates          | 68 pts                |
| 9e                    | Alejandro Valverde    | Espagne               | Movistar              | 68 pts                |
| 10e                   | Julian Alaphilippe    | France                | Quick-Step Floors     | 64 pts                |
| modifier              |                       |                       |                       |                       |

### Classement du meilleur jeune
| Classement général du meilleur jeune | Classement général du meilleur jeune | Classement général du meilleur jeune | Classement général du meilleur jeune | Classement général du meilleur jeune |
|                                      | Coureur                              | Pays                                 | Équipe                               | Temps                                |
| ------------------------------------ | ------------------------------------ | ------------------------------------ | ------------------------------------ | ------------------------------------ |
| 1er                                  | Pierre Latour                        | France                               | AG2R La Mondiale                     | en 49 h 41 min 14 s                  |
| 2e                                   | Guillaume Martin                     | France                               | Wanty-Groupe Gobert                  | + 2 min 8 s                          |
| 3e                                   | Egan Bernal                          | Colombie                             | Sky                                  | + 4 min 41 s                         |
| 4e                                   | David Gaudu                          | France                               | Groupama-FDJ                         | + 35 min 7 s                         |
| 5e                                   | Søren Kragh Andersen                 | Danemark                             | Sunweb                               | + 48 min 25 s                        |
| 6e                                   | Daniel Martínez                      | Colombie                             | EF Education First-Drapac            | + 53 min 17 s                        |
| 7e                                   | Stefan Küng                          | Suisse                               | BMC Racing                           | + 55 min 26 s                        |
| 8e                                   | Antwan Tolhoek                       | Pays-Bas                             | Lotto NL-Jumbo                       | + 59 min 50 s                        |
| 9e                                   | Magnus Cort Nielsen                  | Danemark                             | Astana                               | + 1 h 12 min 31 s                    |
| 10e                                  | Thomas Boudat                        | France                               | Direct Énergie                       | + 1 h 17 min 42 s                    |
| modifier                             |                                      |                                      |                                      |                                      |

### Classement du meilleur grimpeur
| Classement du meilleur grimpeur | Classement du meilleur grimpeur | Classement du meilleur grimpeur | Classement du meilleur grimpeur | Classement du meilleur grimpeur |
| ------------------------------- | ------------------------------- | ------------------------------- | ------------------------------- | ------------------------------- |
|                                 | Coureur                         | Pays                            | Équipe                          | Point(s)                        |
| 1er                             | Julian Alaphilippe              | France                          | Quick-Step Floors               | 84 points                       |
| 2e                              | Warren Barguil                  | France                          | Fortuneo-Samsic                 | 70 pts                          |
| 3e                              | Serge Pauwels                   | Belgique                        | Dimension Data                  | 63 pts                          |
| 4e                              | Geraint Thomas                  | Royaume-Uni                     | Sky                             | 30 pts                          |
| 5e                              | David Gaudu                     | France                          | Groupama-FDJ                    | 25 pts                          |
| 6e                              | Pierre Rolland                  | France                          | EF Education First-Drapac       | 23 pts                          |
| 7e                              | Tom Dumoulin                    | Pays-Bas                        | Sunweb                          | 23 pts                          |
| 8e                              | Rudy Molard                     | France                          | Groupama-FDJ                    | 22 pts                          |
| 9e                              | Steven Kruijswijk               | Pays-Bas                        | Lotto NL-Jumbo                  | 20 pts                          |
| 10e                             | Mikel Nieve                     | Espagne                         | Mitchelton-Scott                | 19 pts                          |
| modifier                        |                                 |                                 |                                 |                                 |

### Classement par équipes
| Classement par équipes | Classement par équipes | Classement par équipes | Classement par équipes |
|                        | Équipe                 | Pays                   | Temps                  |
| ---------------------- | ---------------------- | ---------------------- | ---------------------- |
| 1re                    | Movistar               | Espagne                | en 149 h 10 min 25 s   |
| 2e                     | Sky                    | Royaume-Uni            | + 2 min 7 s            |
| 3e                     | Lotto NL-Jumbo         | Pays-Bas               | + 12 min 6 s           |
| 4e                     | Bahrain-Merida         | Bahreïn                | + 24 min 56 s          |
| 5e                     | AG2R La Mondiale       | France                 | + 46 min 19 s          |
| 6e                     | Astana                 | Kazakhstan             | + 52 min 16 s          |
| 7e                     | Sunweb                 | Allemagne              | + 1 h 5 min 45 s       |
| 8e                     | Mitchelton-Scott       | Australie              | + 1 h 37 min 17 s      |
| 9e                     | BMC Racing             | États-Unis             | + 1 h 39 min 18 s      |
| 10e                    | Katusha-Alpecin        | Suisse                 | + 1 h 44 min 14 s      |
| modifier               |                        |                        |                        |

## Abandons
Rigoberto Urán, deuxième du Tour de France 2017 ne prend pas le départ de cette 12e étape. Par ailleurs, Mark Cavendish, Mark Renshaw et Marcel Kittel, arrivé hors délais la veille, ne peuvent poursuivre la compétition. Dans la journée, les sprinteurs Fernando Gaviria, Dylan Groenewegen et André Greipel abandonnent, tout comme Tony Gallopin, Rick Zabel et Marcel Sieberg,. Dmitriy Gruzdev et Rein Taaramäe arrivent hors délais, ce qui les empêche de repartir le lendemain. Vincenzo Nibali, s'il finit l'étape du jour, annonce qu'à la suite de sa chute il ne prendra pas le départ le lendemain.
- 11 -  Rigoberto Urán (EF Education First-Drapac) : non partant[6]
- 25 -  Tony Gallopin (AG2R La Mondiale) : abandon[6]
- 103 -  Fernando Gaviria (Quick-Step Floors) : abandon[6]
- 123 -  Dmitriy Gruzdev (Astana) : hors délais[6]
- 148 -  Rick Zabel (Katusha-Alpecin) : abandon[6]
- 163 -  Dylan Groenewegen (Lotto NL-Jumbo) : abandon[6]
- 171 -  André Greipel (Lotto-Soudal) : abandon[6]
- 177 -  Marcel Sieberg (Lotto-Soudal) : abandon[6]
- 188 -  Rein Taaramäe (Direct Énergie) : hors délais[6]